# 任鍾垿
任鍾垿（1910年—1975年5月4日），字節丞，山西省汾陽县人，中华民国法官，曾任國民政府第十一戰區审判戰犯軍事法庭首席檢察官，北平行轅軍法官。

## 背景
1945年8月15日，日本無條件向盟國投降，第二次世界大戰結束，中國抗日戰爭取得了勝利。中國戰區統帥蔣介石授權中國陸軍總司令何應欽接受日軍投降。中國戰區內各地日軍分別向中國戰區統帥部授權的各地軍事長官投降。第十受降區由第十一戰區受降，受降儀式在於1945年10月10日在北平故宮的太和殿前廣場舉行，受降主官是第十一戰區司令長官孫連仲將軍，接受駐北平、天津、保定、石家莊日軍的投降。9月28日第十一戰區副司令長官李延年將軍在濟南主持山東境內濟南、青島、德州之侵華日軍的投降。北平是中國的古都，又是抗戰的爆發地。濟南是“濟南慘案”的發生地，與中國戰區其他受降點相比，中國第十一戰區在北平和濟南的受降儀式具有明顯的特點，和特殊的歷史意義。特別是在中華民國國慶日，在中國故皇宮的太和殿前，日本华北方面军司令官根本博中将率领21名日本高級軍官拾阶而上献刀投降。
受降兩個月後,1945年12月16日,第十一戰區成立審理日本戰犯軍事法庭,法庭地址為北平平安里石碑胡同,法庭庭長為張丁揚少將，首席檢察官任鍾垿上校，檢察官陳慶元上校，審判官姜念伯上校、蔡硯農中校、石繼周中校，書記官餘國源中校、李嘯樓少校、方宏緒少校、劉慰先少校，通譯官賀一諤少校、潘瑜少校等人員。

## 生平
任鍾垿，字節丞，山西汾陽人，山西政法學堂畢業，通過國民政府的司法考试，長期從事法律工作，任職國民政府地方法院，抗戰前曾任山西河津和大同地方法院院長，縣長等職。

## 經歷
抗戰初期日本侵犯山西，他在國軍第二戰區從事了一年多的敵後抗日游擊戰爭。山西淪陷以後，受到日軍的通緝，隻身逃出山西參加國軍，抗戰期間曾任職第五戰區、漢中行營，轉戰大半個中國。抗戰勝利後，漢中行營改為北平行轅，進駐北平。民國34年到民國37年，他任職北平行轅軍法處和第十一戰區長官部軍事法庭審理戰犯軍事法庭，任軍事法庭首席檢察官，北平行轅軍法處軍法官，軍階上校，負責起訴和審判華北地區的日本戰犯和軍事漢奸。
1946年2月主持起诉日军驻天津司令官，第一百十八师团长内田银之助中将纵部屠杀平民一案，后内田银之助被判处无期徒刑。
1946年4月10日起诉日本宪兵山口利春屠杀中国平民一案，并代表国民政府对其执行死刑，这是战后中国对日战犯的首次审判。
1946年8月2日，陪同北平行辕主任李宗仁，在北平中南海怀仁堂审理伪河南省长邵文凯等军事汉奸案。
1946年到1948年期间参与了參與了一百多宗日犯和漢奸的案件審理和起诉。
1948年6月北平審理日本戰犯結束，退役成為執業律師。 1949年以後處於失業狀態，他以任節丞的名字參加工作，但是由於他的國民政府工作經歷，在大陸歷次運動受盡折磨，被判刑管制三年，再也沒有機會從事法律工作，下放到北京第五建築公司當工地工人。文化大革命中以“歷史反革命”的罪名，被抄家，批鬥，失去工作，全家遣返山西汾陽老家勞動改造。 1975年在貧病交加中去世，年僅64歲。

## 家庭
夫人~潘瑜（1921年9月9日-1974年4月20日）：
```
子：
任春林
，
任松林
（1954年1月1日-）；
```